# Club Deportivo San José
Il Club Deportivo San José è una società calcistica boliviana, con sede a Oruro. Milita nella Primera División, la massima serie del calcio boliviano.

## Storia
Fondato il 19 marzo 1942, ha vinto un campionato boliviano e ha partecipato sei volte alla Copa Libertadores.

## Rosa 2019
| N. |                    | Ruolo | Calciatore          |
| -- | ------------------ | ----- | ------------------- |
| 1  | Bolivia (bandiera) | P     | Carlos Lampe        |
| 2  | Bolivia (bandiera) | D     | Miguel Ángel Hoyos  |
| 4  | Spagna (bandiera)  | D     | Enrique Montesinos  |
| 5  | Bolivia (bandiera) | D     | Jorge Ayala         |
| 6  | Bolivia (bandiera) | C     | Mario Ovando        |
| 7  | Bolivia (bandiera) | A     | Iván Zerda          |
| 8  | Bolivia (bandiera) | C     | Mario Parrado       |
| 9  | Bolivia (bandiera) | A     | Augusto Andaveris   |
| 10 | Bolivia (bandiera) | C     | Mauricio Baldivieso |
| 11 | Bolivia (bandiera) | C     | Abdón Reyes         |
| 13 | Bolivia (bandiera) | D     | Roberto Paz         |
| 14 | Bolivia (bandiera) | C     | Jhosimar Prado      |

| N. |                      | Ruolo | Calciatore      |
| -- | -------------------- | ----- | --------------- |
| 15 | Bolivia (bandiera)   | D     | Ariel Juárez    |
| 16 | Bolivia (bandiera)   | C     | Enrique Parada  |
| 17 | Bolivia (bandiera)   | A     | Luis Alí        |
| 18 | Argentina (bandiera) | D     | Gonzalo Oviedo  |
| 19 | Bolivia (bandiera)   | A     | Gastón Mealla   |
| 20 | Bolivia (bandiera)   | C     | Darwin Lora     |
| 21 | Spagna (bandiera)    | A     | Sergi Mut       |
| 22 | Bolivia (bandiera)   | D     | Nicoll Taboada  |
| 23 | Bolivia (bandiera)   | C     | Edwin Rivera    |
| 24 | Bolivia (bandiera)   | D     | Ronald Puma     |
| 28 | Bolivia (bandiera)   | C     | Héctor Calderón |
|    | Venezuela (bandiera) | A     | José Caraballo  |

## Palmarès

### Competizioni nazionali
- Campionato boliviano: 4

1955, 1995, Clausura 2007, Clausura 2018
- Liga Nacional B: 1

2001

### Altri piazzamenti
- Campionato boliviano:

Secondo posto: Clausura 2012, Apertura 2012
Terzo posto: Clausura 1998, Clausura 2008, Apertura 2009, Clausura 2013, Apertura 2018

## Risultati nelle competizioni CONMEBOL
- Coppa Libertadores: 6 partecipazioni

1992: Prima fase
1993: Prima fase
1996: Ottavi di finale
2008: Fase Gironi
2013: Fase Gironi
2015: Fase Gironi
- Coppa Sudamericana: 3 partecipazioni

2010: Ottavi di finale
2011: Primo turno
2014: Primo turno